# Taglio di Po
Taglio di Po is een gemeente in de Italiaanse provincie Rovigo (regio Veneto) en telt 8394 inwoners (31-12-2004). De oppervlakte bedraagt 79,0 km², de bevolkingsdichtheid is 106 inwoners per km².
De volgende frazioni maken deel uit van de gemeente: Mazzorno Destro, Oca Marina, Pisana, Gorino Sullam, Ca' Lattis.

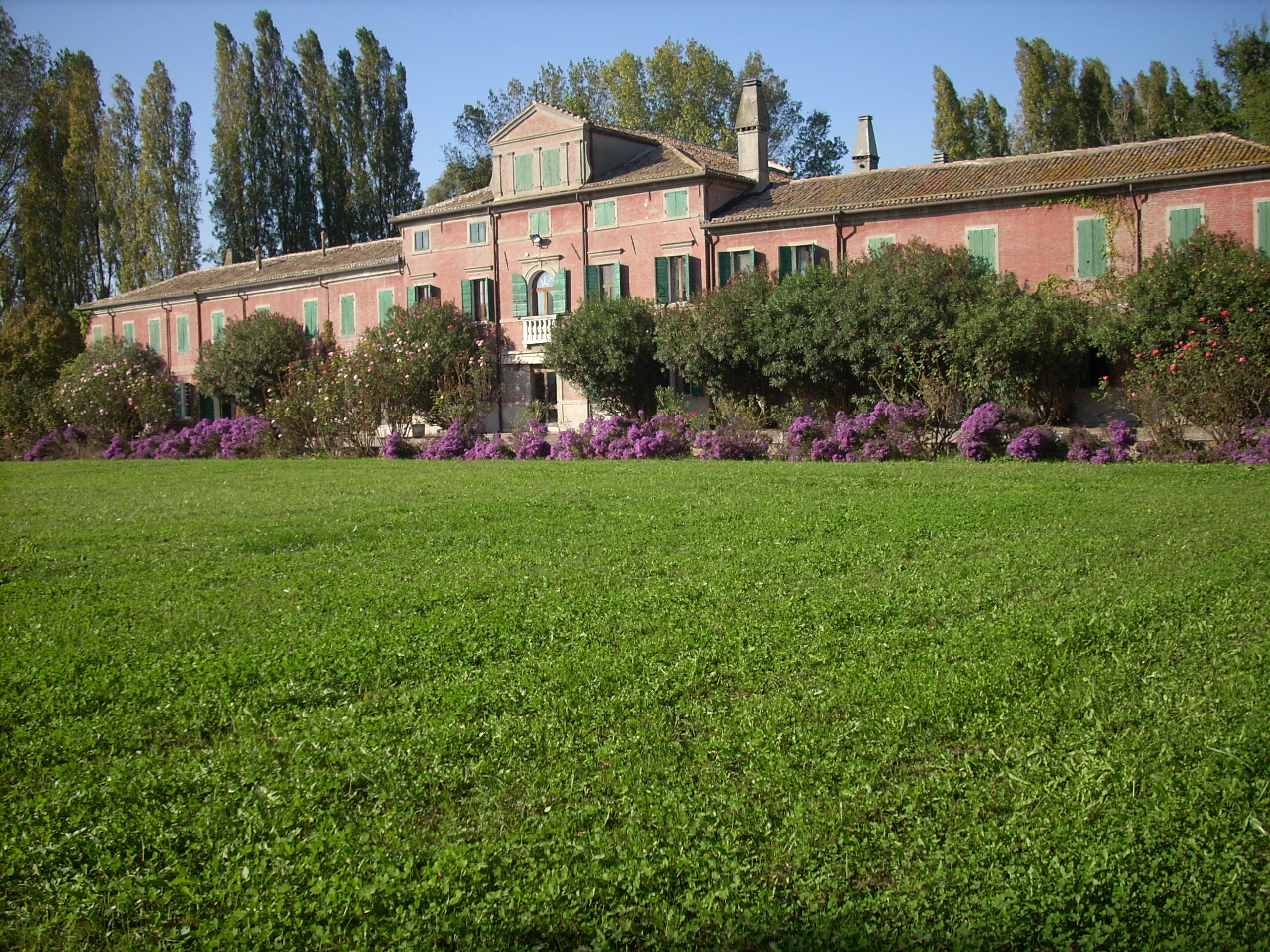
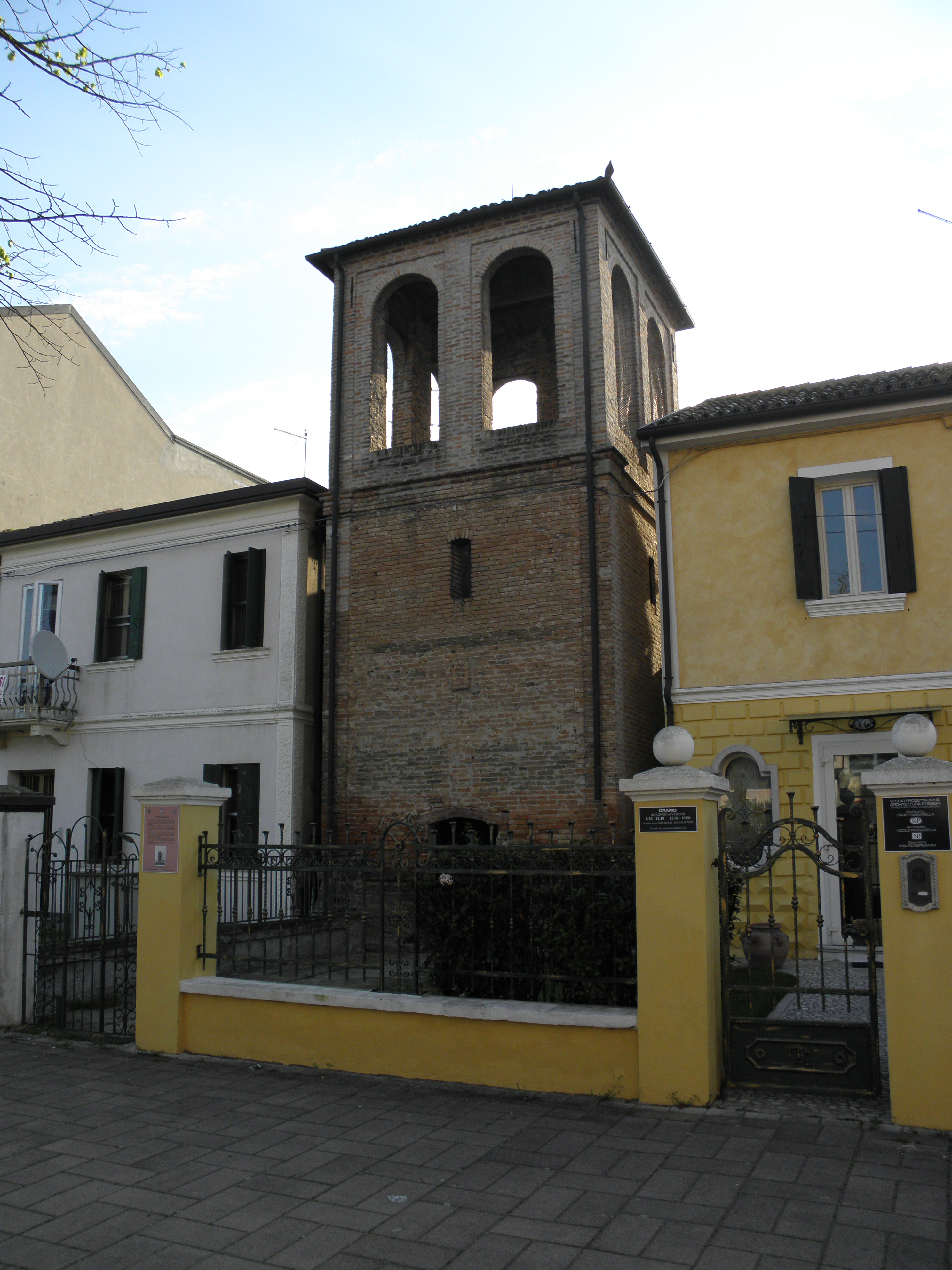

## Demografie
Taglio di Po telt ongeveer 3209 huishoudens. Het aantal inwoners daalde in de periode 1991-2001 met 3,0% volgens cijfers uit de tienjaarlijkse volkstellingen van ISTAT.
| Jaar | Inwoneraantal |
| ---- | ------------- |
| 1991 | 8538          |
| 2001 | 8284          |

## Geografie
Taglio di Po grenst aan de volgende gemeenten: Adria, Ariano nel Polesine, Corbola, Loreo, Porto Tolle, Porto Viro.